# Хафіз Мохамед Аль Аджмі
Хафіз Мохамед Аль Аджмі (1960) — кувейтський дипломат.

## Біографія
Народився у 1960 році. У 1984-му закінчив Кувейтський  університет за спеціальністю «торговельно-економічні відносини».
З 1984 по 1985 — аташе управління економічного співробітництва МЗС Кувейту.
З 1985 по 1988 — співробітник Посольства Держави Кувейт у Бангладеш.
З 1988 по 1991 — третій секретар Посольства Держави Кувейт в Іраку.
З 1991 — третій секретар Управління міжнародних організацій МЗС Кувейту.
З 1992 по 1996 — другий секретар Посольства Держави Кувейт в Сирії.
З 1996 по 2001 — перший секретар, радник Посольства Держави Кувейт в Саудівській Аравії.
З 2001 по 2006 — Надзвичайний і Повноважний Посол Держави Кувейт у Києві (Україна).